# Herakleides von Tarent
Herakleides von Tarent war ein bedeutender Arzt in Alexandria. Er lebte um 75 v. Chr., gehörte zur Richtung der Empiriker und befasste sich vor allem mit Pharmakologie und der Auslegung von Hippokrates.
Herakleides war Schüler des Herophileers Mantias und des Arztes und Wiederbeleber des Pyrrhonismus Ptolemaios von Kyrene sowie Lehrer des Ainesidemos. Seine pharmakologischen Werke (Pros Antiochida, Pros Astydamanta, Nikolaos, Stratiōtēs, die erste Militärpharmakopoe) haben der Folgezeit das wertvolle pharmakologische Material der älteren, besonders der empirischen Ärzte vermittelt. Celsus bzw. dessen Quelle schöpft aus ihm. Desgleichen liegen seine therapeutischen Werke (Ta entos und ektos therapeutika, Thēriaka) vielfach bei Celsus vor. Herakleides, ein Vertreter der Alexandrinischen Schule, erhob die auf Leichenuntersuchungen sich stützende Anatomie zur Grundlage der Chirurgie. Zu den Quellen, die Herakleides benutzte, gehörte das vor allem eine Beschreibung von Heilpflanzen darstellende Werk Arzneikasten (griechisch Ναρυηνξ, „Narynx“) des Andreas von Karystos († 217 v. Chr.), dem Leibarzt von Ptolemaios IV. Merkwürdig ist Herakleides' gelehrtes „ärztliches“ Symposion, das Athenaios benutzt hat. Es ist diätetischen Inhalts und berührt sich mit seinem Diaitētikon. Durch Vermittlung Sextius Nigers ist mancherlei aus seinen diätetischen Schriften in die Naturalis historia des älteren Plinius und zu Dioskurides gelangt. Bedeutend sind auch seine medizinisch-grammatischen Arbeiten: seine von Rufus von Ephesos benutzten Kommentare zu Hippokrates und sein gegen den Herophileer Bakcheios gerichtetes Lexikon (mit vielen Etymologien), gegen das Apollonios von Kition  eine Gegenschrift verfasste.